# El perfume verde
El perfume verde (título original en francés: Le Parfum vert) es una película francesa dirigida por Nicolas Pariser y estrenada en 2022.

## Ficha técnica
- Título : El perfume verde
- Logro : Nicolas Pariser
- Guion : Nicolas Pariser
- Música : Benjamín Esdrafo
- Fotografía : Sébastien Buchmann
- Asamblea : Christel Dewynter
- país de producción : Francia
- idioma original : francés
- Formato : colores
- Género : comedia dramática, película policíaca
- Duración : 101 minutos

## Reparto
- Sandrine Kiberlain : Claire Cahen
- Vicente Lacoste : Martín Remi
- Rüdiger Vogler : Hartz
- Leonie Simaga : Luisa
- Arieh Worthalter : Como
- Jenna Thiam : carolina
- Alejandro Steiger : el padre en el tren
- Pascal Renérico : Vlad
- Tomas Chabrol : curador Tanguy Fanch
- Xavier de Guillebón : el dueño de la galería
- Cristobal Odent : el hombre importante
- Gwenaelle Simon : la madre de Óscar
- Bautista Sorin : el tecnócrata belga
- Gilles Bellomi : el taxista
- Aurelien Bellanger : el librero
- Maryne Bertieaux : el operador

## Selección
- Festival de Cine de Cannes 2022 : Quincena de Realizadores, película de clausura[1]